# Herborn (bei Idar-Oberstein)
Herborn ist eine Ortsgemeinde im Landkreis Birkenfeld in Rheinland-Pfalz. Sie gehört der Verbandsgemeinde Herrstein-Rhaunen an.

## Geographie
Herborn liegt am Königswald im Hunsrück. Fast die Hälfte der Gemarkungsfläche ist bewaldet. Drei Kilometer südlich befindet sich Idar-Oberstein an der Nahe.

## Geschichte
Der Ort wurde im Jahr 1319 als Horbure erstmals urkundlich erwähnt. Er gehörte ursprünglich zum Herrschaftsbereich der Wildgrafen, später als kurtrierisches Lehen den Herren von Warsberg.
Einwohnerentwicklung
Die Entwicklung der Einwohnerzahl von Herborn, die Werte von 1871 bis 1987 beruhen auf Volkszählungen:
| Jahr | Einwohner |
| 1815 | 99        |
| 1835 | 163       |
| 1871 | 222       |
| 1905 | 228       |
| 1939 | 301       |
| 1950 | 345       |

| Jahr | Einwohner |
| 1961 | 375       |
| 1970 | 448       |
| 1987 | 522       |
| 2005 | 512       |
| 2022 | 516       |
| 2024 | 534       |

## Politik

### Gemeinderat
Der Gemeinderat in Herborn besteht aus zwölf Ratsmitgliedern, die bei der Kommunalwahl am 9. Juni 2024 in einer Mehrheitswahl gewählt wurden, und dem ehrenamtlichen Ortsbürgermeister als Vorsitzendem.

### Bürgermeister
Thorsten Petry wurde am 9. Juli 2024 Ortsbürgermeister von Herborn. Bei der Direktwahl am 9. Juni 2024 wurde er mit einem Stimmenanteil von 89,2 % für fünf Jahre in das Amt gewählt.
Petrys Vorgänger Peter Remukta hatte das Amt seit 1999 inne und kandidierte bei der Wahl 2024 nicht erneut als Ortsbürgermeister.

## Kultur und Sehenswürdigkeiten
Nordwestlich auf dem Wildenburger Kopf befinden sich die Überreste der Burg Wildenburg mit einem 22 Meter hohen Aussichtsturm.

## Verkehr
Durch Herborn führt die Buslinie 850 des Rhein-Nahe-Nahverkehrsverbundes (RNN). Hierbei werden bis zu zehnmal täglich Busleistungen zum Bahnhof Idar-Oberstein, sowie in den Hunsrück, zum Teil bis zum internationalen Flughafen Frankfurt-Hahn erbracht.